# БМП-2
БМП-2 — радянська гусенична бойова машина піхоти, призначена для транспортування особового складу до переднього краю, підвищення його мобільності, озброєності та захищеності на полі бою в умовах застосування зброї масового ураження, у тому числі і ядерної, спільних дій з танками під час бою.

## Історія створення
Плаваюча гусенична бойова машина піхоти БМП-2 розроблена Конструкторським бюро ВАТ «Курганмашзавод» і є подальшим розвитком БМП-1. Необхідність її створення була обумовлена недостатніми вогневими можливостями БМП-1 з ураження живої сили противника, легких броньованих машин типу американського БТР М113 і оборонних споруд, а також відбиття атак літаків і вертольотів. Гармата 2А28 не забезпечувала ефективної боротьби з танками та іншими броньованими машинами через недостатню точність і малу дальність стрільби.
Прийнята на озброєння 15 жовтня 1980 р. Вперше машина була представлена широкому загалу на військовому параді в 1982 р.

## Опис конструкції
Конструктивно БМП-2 має класичне компонування. У її передній частині розташоване моторно-трансмісійне відділення, ліворуч від нього — відділення керування. Центральну частину машини займає двомісне бойове відділення (башта) з основним озброєнням і робочими місцями командира та оператора-навідника, задню — десантне відділення для 6 стрільців з виходом через кормові двері. У десантному відділенні передбачені амбразури для стрільби з особистої зброї.
Для забезпечення необхідної маневреності БМП-2 оснащена шестициліндровим дизельним двигуном УТД-20 (потужність 300 к.с., питома потужність — 21,8 к.с. / т). Двигун об'єднаний в єдиний силовий блок з механічною трансмісією. Підвіска торсіонна з гідравлічними амортизаторами. Ходова частина забезпечує машині високу середню швидкість при русі пересіченою місцевістю і маневреність на полі бою. Рух по воді здійснюється за рахунок руху гусениць і не вимагає попередньої підготовки. При запасі палива у 462 л і максимальній швидкості руху по шосе (на плаву) 65 (7) км / год запас ходу машини досягає 600 км. БМП-2 здатна долати водні перешкоди уплав, рів шириною 2,5 м, підйом в 32 град. і рухатися з креном у 18 град.

## Модифікації
БМП-2М — модифікація БМП-2 з бойовим модулем «Бережок».

### M80A
М-80А є істотно видозміненим БМП-2. Тут інший бронекорпус, машина має компактніші габаритні розміри та зменшену бойову масу — 13850 кг, порівняно з 14700 кг у БМП-2.
На словенському БМП M80A встановлено 20-мм гармату марки Hispano-Suiza, HS 804. Вона має ефективну дальність 1500 м та боєкомплект 400 снарядів. На М-80А встановлено двигун Daimler-Benz потужністю 315 к.с., що випускався за ліцензією підприємством FAMOS з 1980 року.

## Бойове застосування

### Російсько-українська війна
Інтенсивно використовували під час російсько-української війни з 2014 року.
За підтвердженими данними на 1 січня 2023 року Україна захопила 267 БМП.

## Оператори
- Азербайджан:
  - Збройні сили Азербайджану — 33 БМП-2, станом на 2018[3]
  - Державна прикордонна служба Азербайджану — 168 БМП-1/БМП-2, станом на 2018[3]
- Алжир — 304 БМП-2М, станом на 2018[4]
- Ангола — 250 БМП-1/БМП-2, станом на 2018[5]
- Білорусь — 932 БМП-2, станом на 2018[6]
- Вірменія — 5 БМП-2, станом на 2018[7]
- В'єтнам — 300 БМП-1/БМП-2, станом на 2018[8]
- Грузія — 46 БМП-2, станом на 2018[9]
- Індія:
  - Сухопутні війська Індії — 1800 БМП-2 Sarath (у т. ч. деяка кількість командно-штабних БМП-2К Sarath), станом на 2018[10]
  - Морська піхота Індії — 22 БМП-2 Sarath, станом на 2018[11]
- Іран — 400 БМП-2, станом на 2018[12]
- Йорданія — 31 БМП-2, станом на 2018[13]
- Казахстан — 500 БМП-2, станом на 2018[14]
- Киргизстан — 90 БМП-2, станом на 2018[15]
- Кот-д'Івуар — 10 БМП-1/БМП-2, станом на 2018[16]
- Кувейт — 76 БМП-2, станом на 2018[17]
- Лівія — деяка кількість БМП-2, станом на 2018[18]
- Північна Македонія — 10 БМП-2, 1 БМП-2К, станом на 2018[19]
- Росія:
  - Російська армія — 5000 БМП-2 (і 1500 БМП-2 на зберіганні), станом на січень 2018[20]
  - Морська піхота Росії — 400 БМП-2, станом на січень 2018[21]
  - Національна гвардія — разом 1650 БМП-2, БТР-70М, БТР-80, БТР-82А, БТР-82АМ, станом на січень 2018[22]
  - 102-га військова база в Ґюмрі, Вірменія, — 80 БМП-2, станом на 2018[23]
  - 201-ша військова база в Таджикистані — 60 БМП-2, станом на 2018[24]
  - Російський військовий контингент у Південній Осетії (Грузія) — 120 БМП-2, станом на 2018[24].
  - Російський військовий контингент в анексованому Криму (Україна) — 80 БМП-2, станом на 2018[24].
- Словаччина — 91 БМП-2, станом на 2018[25]
- Судан — 135 БМП-1/БМП-2, станом на 2018[26]
- Сирія — деяка кількість БМП-2, станом на 2018[27]
- Таджикистан — 15 БМП-2, станом на 2018[28]
- Того — 20 БМП-2, станом на 2018[29]
- Туркменістан — 430 БМП-2, станом на 2018[30]
- Уганда — 31 БМП-2, станом на 2018[31]
- Узбекистан — 280 БМП-2, станом на 2018[32]
- Україна:
  - Сухопутні війська — 890 БМП-2, станом на 2018[33]
  - Національна гвардія — 1 БМП-2, станом на 2018[34]
- Фінляндія — 94 БМП-2, станом на 2018[35]
- Чехія — 120 БМП-2 (і 65 БМП-2 на зберіганні), станом на 2018[36]
- Шрі-Ланка — 49 БМП-2, станом на 2018[37]

### Україна
За словами міністра оборони Словенії Мар'яна Шареця, уряд Словенії надав Україні значний обсяг військової допомоги, зокрема автомати Калашникова, шоломи та бронежилети, іншу амуніцію, а головне — одразу 35 бойових машин піхоти. На основі даних з відкритих джерел можна припустити, що йдеться про бойові машини піхоти М-80А югославського виробництва, котрі є по суті копією радянської БМП-2, зі зміною основного озброєння на автоматичну гармату калібру 20 мм.